# مطار أبشي
مطار أبشي هو مطار داخلي يخدم مدينة أبشي في تشاد.

## شركات الطيران
| شركات الطيران          | الوجهات             |
| ---------------------- | ------------------- |
| الخطوط الجوية التشادية | انجمينا، فايا لارجو |